# چوتاش
چوتاش، روستایی از توابع بخش مرکزی شهرستان بهار در استان همدان ایران است.              
ادیب :سینا مهدوی              
.این روستا دارای طبیعت زیبا و توریستی و وجود امامزاده عسکر ، یکی از نوادگان حسن مجتبی است. 
که به ادعای اهالی روستا این امامزاده از   
نوادگان موسی کاظم می باشد اما مدرکی در مورد این موضوع ارائه نشده بیشتر مردم این روستا مشاغلی مانند دامداری ,کشاورز مشغول هستند و بیشتر جنگل های این روستا درخت گردو و بادام بوده. در این روستا کوهی وجود دارد به نام «لانجین قیه» که نقش های باستانی از حیوانات اهلی و بز های کوهی هک و کشیده شده که به زمان ایلامیان باستان اشاره شده است. این روستا با وجود راهی که شاه عباس صفوی بنا کرده بود یکی از راه های تجاری قبل از گردنه اسد آباد بوده و با وجود دو کاروانسرا سنگی و آجری میان راه و نزدیک به روستا که متاسفانه با اثرات زمانی تخریب شده و بنای تخریب شده آنها امروزه به چشم می‌خورد. به این اشاره می شود که این روستا مملو از گنجینه های باستانی حفاظت شده و یک غار اکتشاف نشده وجود دارد.
لازم به ذکر است که در حوالی این روستا خشکه چینی وجود دارد که به گفته اهالی این روستا امامزاده ای به نام امامزاده غیبی است که به گفته اهالی، مکان مقدسی است.
آب و هوای این روستا بیشتر به خاطر کوهستانی بودن و ارتفاع بسیار بالا از سطح دریا باران و برف بیشتر از نقاط پست استان همدان است و این امر به بر طرف شدن کم آبی نسبت به روستا های اطراف به این روستا کمک کرده.

## جمعیت
این روستا در دهستان آبرومند قرار دارد و براساس سرشماری مرکز آمار ایران در سال ۱۳۸۵، جمعیت آن ۹۲۸ نفر (۱۹۵خانوار) بوده‌است..
ودر سال ۱۴۰۱جمعیت این روستا به ۹۸۰ نفر (۲۶۷خانوار) افزایش یافته 

## نگارخانه

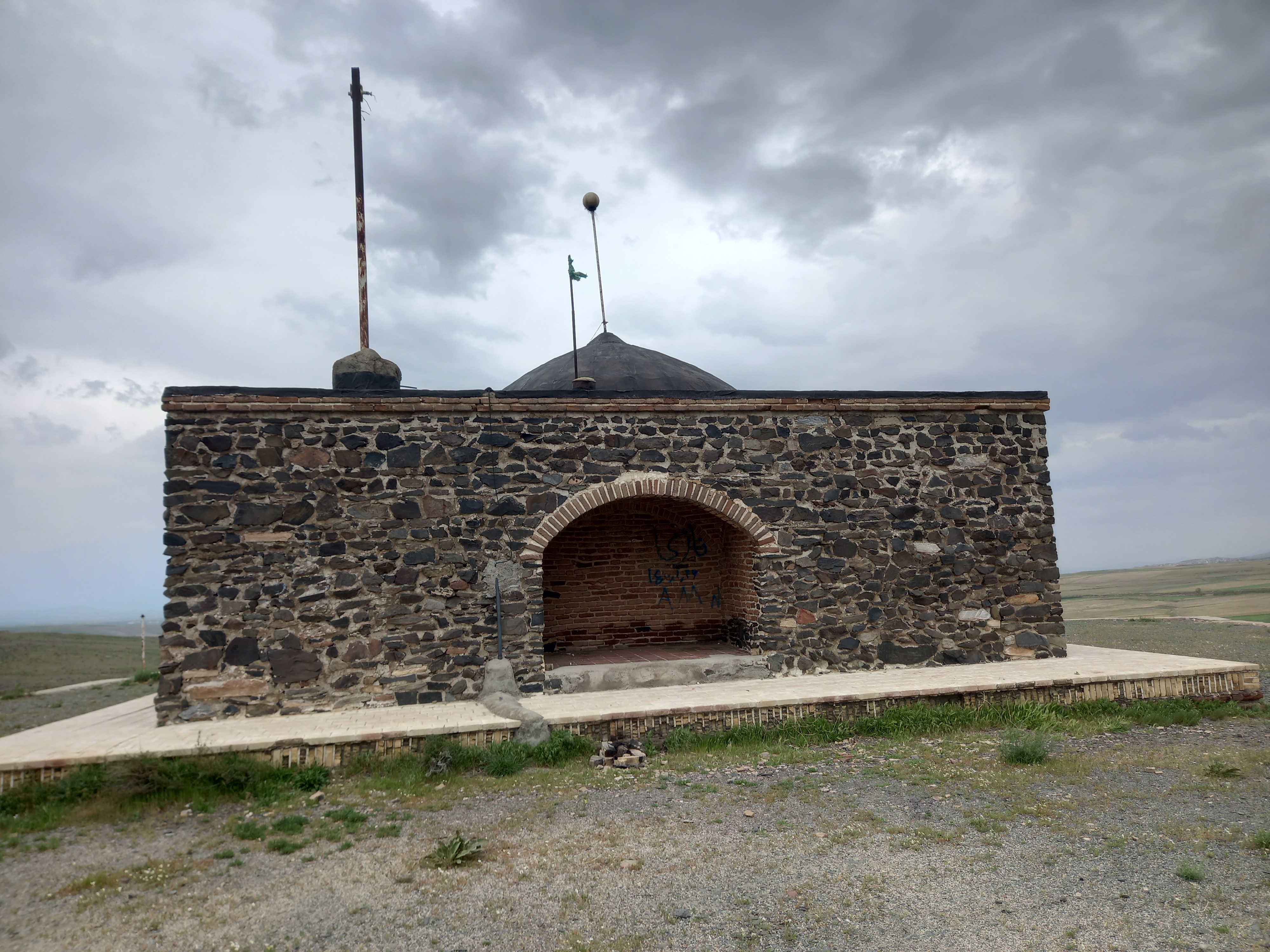
امامزاده عسگر
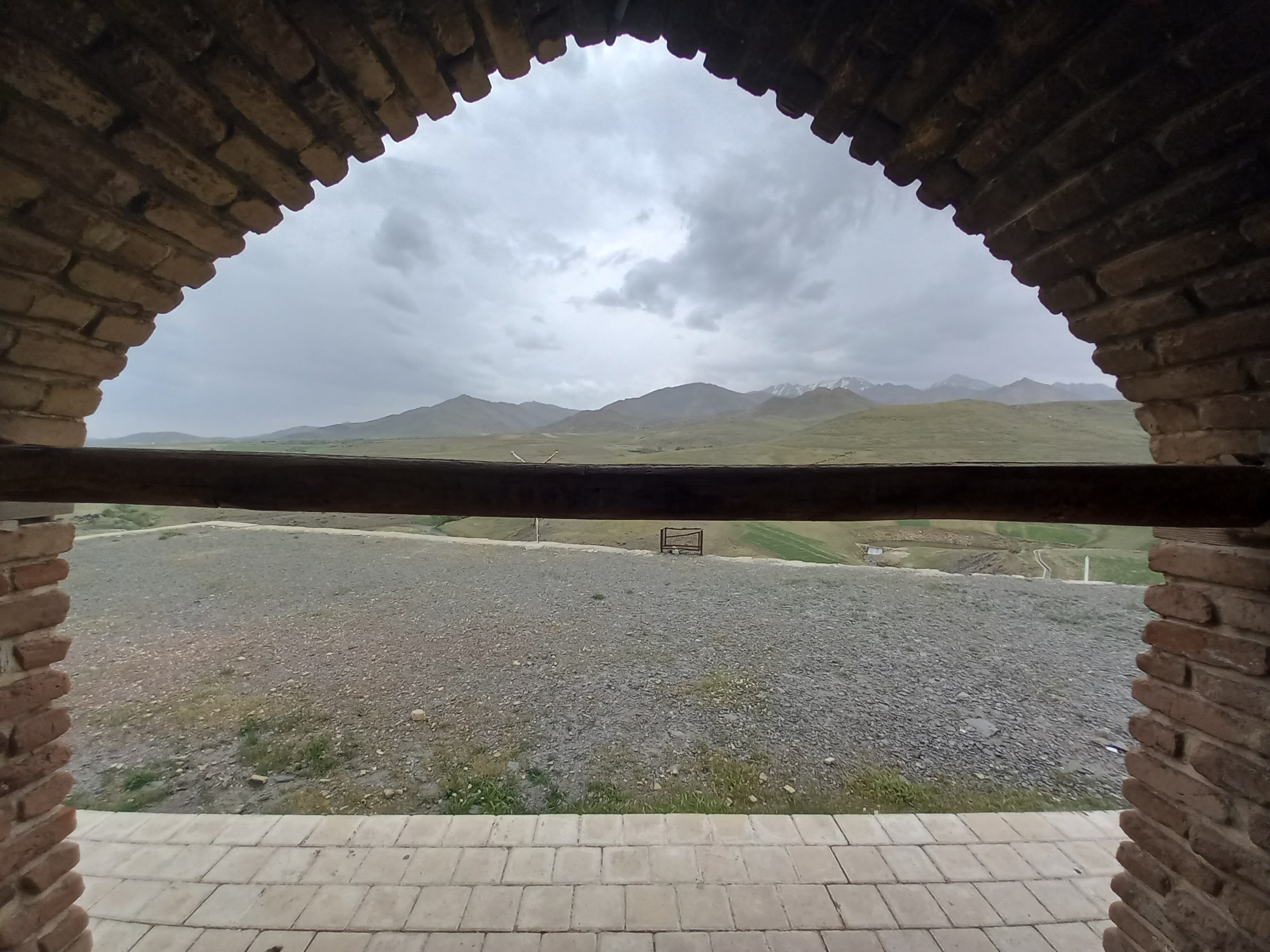
چشم‌انداز از امامزاده
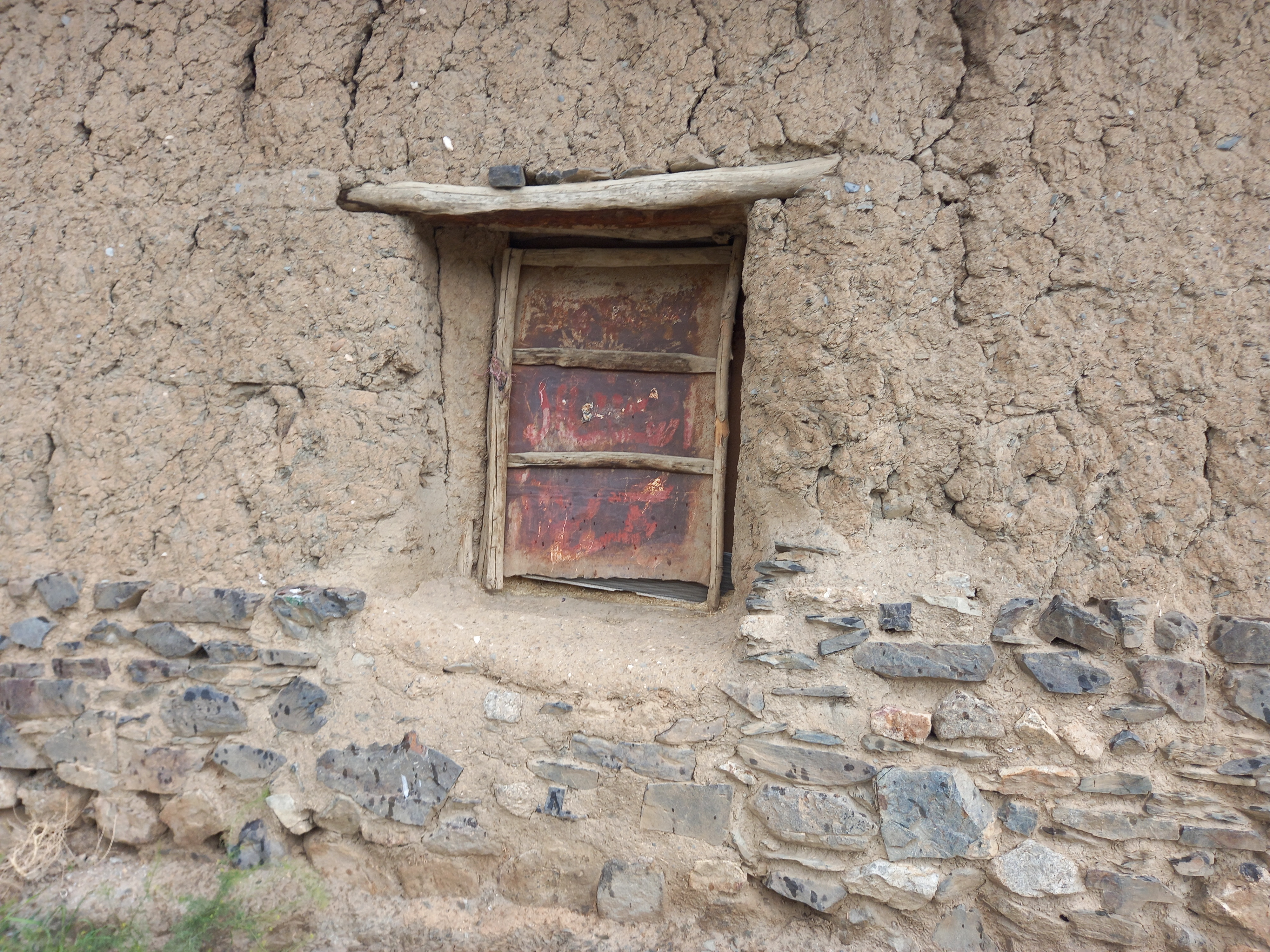
درب پاشنه‌دار
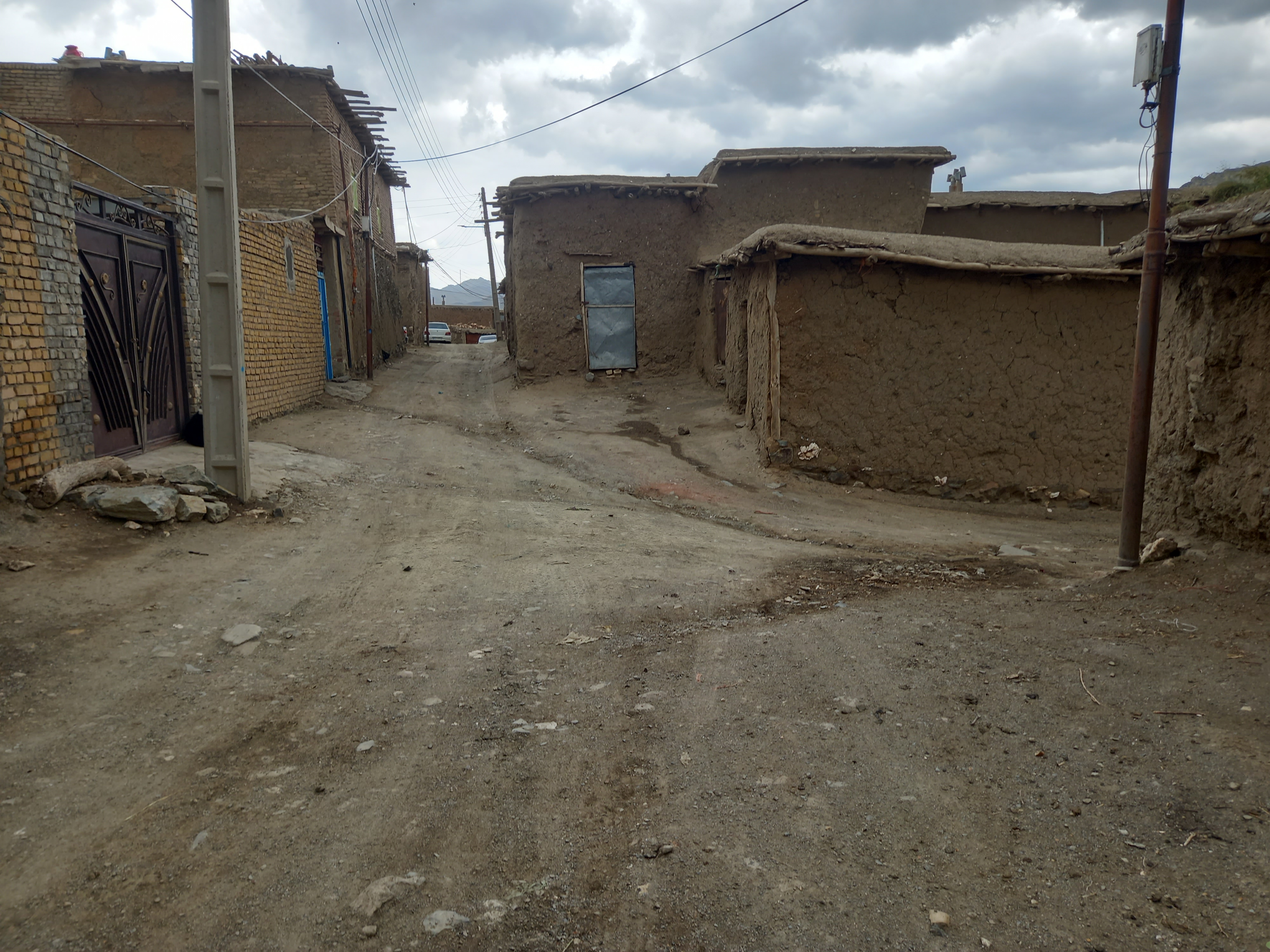
بافت قدیمی